# Lerjord
Lerjord är även en ålderdomlig benämning på aluminiumoxid.

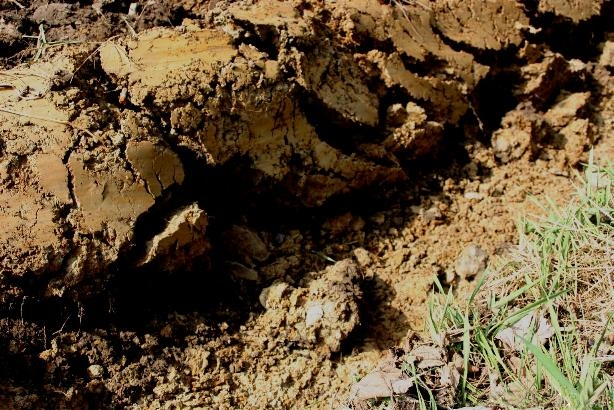
En plogfåra i lerjord.

Lerjordar kallas de jordarter som får sina viktigaste egenskaper från lerpartiklarna. Då leret redan vid små kvantiteter får en relativt stor inverkan på markens egenskaper, kan en lerjord innehålla så lite som 12 % ler.

## Klassifikationer
- Lättlera innehåller 15-25 viktsprocent ler.
- Mellanlera innehåller 25-40 viktsprocent ler.
- Styv lera innehåller 40-60 viktsprocent ler.
- Mycket styv lera innehåller mer än 60 % ler.

Viktprocenten avser en helt torr jord.